# Complainte d'Édouard II

La Complainte d'Édouard II (En tenps de iver me survynt damage (sic)), est un poème traditionnellement attribué à Édouard II d'Angleterre durant son emprisonnement, après sa déposition par sa propre épouse Isabelle de France en janvier 1327.

## Doutes sur la paternité
Tous les lecteurs ne sont pas convaincus que le roi déchu ait écrit ce poème. May McKisack note que « si Édouard est l'auteur de la complainte anglo-normande qui lui est attribuée, il devait connaître la versification ». M. Smallwoord considère que « la question de la paternité [de ce poème] n'a pas encore été réglée ». Claire Valence écrit qu'il est « très peu probable qu'Édouard II ait écrit ce poème ». Par ailleurs, aucun autre poème d'Édouard II n'a été transmis à la postérité.

## Découverte et analyse de Paul Studer
Le texte était conservé dans un manuscrit en vélin à Longleat, relié à un volume intitulé Tractatus varii Theologici saec. XIII et XIV (76v and 77r), ce qui a conduit à sa découverte, ainsi qu'à un autre manuscrit de la librairie royale de Windsor. Identifié par Paul Studer, le poème est publié pour la première fois en 1921 avec une courte introduction littéraire ainsi qu'une traduction anglaise. Le poème, rédigé en 15 stances, porte comme titre De Le Roi Edward, le Fiz Roi Edward, Le Chanson Qe Il Fist Mesmes. Il s'agit d'une chanson française qui devait probablement être chantée sur un air existant. Dans chaque stance, deux rimes alternent, quasiment faites à chaque fois d'octosyllabes. 
Studer conclut que « le ton du poème, la ligne d'arguments, les touches d'un profond sentiment personnel marquent indubitablement l'œuvre comme authentique. La chanson du roi est un rare et valable spécimen de poésie lyrique anglo-normande ». Le poète utilise les conventions poétiques de la littérature occitane pour se lamenter sur sa chute personnelle et la perte de son épouse et de son royaume. Dans la tradition provençale de la canso, il commence par invoquer la saison (ici l'hiver) et termine par un envoi. Néanmoins, le poème peut être comparé aux poèmes contemporains du Nord de la France. Studer remarque que le poème « est libre de leur maniérisme [des autres poèmes] et de leur artifice, et possède une franchise de parole et un accent de sincérité profonde qu'ils présentent rarement ».

## Version de Robert Fabyan
Un compte-rendu confus de cette « lamentable complaynt » dans les manuscrits qu'il avait consultés « avec beaucoup d'autres de la même fabrication », a été donné par Robert Fabyan (décédé en 1513), qui a réécrit six lignes de incipit en latin et a offert sa propre variante fleurie et pédante en anglais,.